# Diallomus
Genre
Diallomus est un genre d'araignées aranéomorphes de la famille des Ctenidae.

## Distribution
Les espèces de ce genre sont endémiques du Sri Lanka.

## Liste des espèces
Selon World Spider Catalog (version 17.0, 24/05/2016) :
- Diallomus fuliginosus Simon, 1897
- Diallomus speciosus Simon, 1897

## Publication originale
- Simon, 1897 : Histoire naturelle des araignées. Paris, vol. 2, p. 1-192 (texte intégral).